# Eredivisie 2015/16 (Frauenfußball)
Die Eredivisie 2015/16 war die sechste Spielzeit der niederländischen Eredivisie der Frauen und die erste Saison nach dem Ende der BeNe League (Fußball). Die Saison begann am 21. August 2015 und endete am 20. Mai 2016. Meister wurde zum zweiten Mal FC Twente Enschede. Einen Absteiger gab es nicht. 

## Modus
An der Saison nahmen sieben Mannschaften teil. Jede Mannschaft hatte je zwei Heim- und Auswärtsspiele gegen die anderen Mannschaften. Meister wurden die Frauen des FC Twente Enschede vor den punktgleichen Ajax-Frauen, die die schlechtere Tordifferenz aufwiesen. Twente qualifizierte sich damit für die UEFA Women’s Champions League 2016/17, wo die Mannschaft im Achtelfinale nach zwei Niederlagen (0:1 und 0:4) gegen die Frauen des FC Barcelona ausschieden.

## Teilnehmende Mannschaften
| Verein             | Heimort    | Stadion                                                                                 |
| ADO Den Haag       | Den Haag   | Kyocera Stadion/Sportpark Nieuw Hanenburg                                               |
| Ajax Amsterdam     | Amsterdam  | Sportpark De Toekomst                                                                   |
| SC Heerenveen      | Heerenveen | Sportpark Skoatterwâld Zuidersportpark (Sneek)                                          |
| PSV Eindhoven      | Eindhoven  | Jan Louwers Stadion Sportcomplex De Herdgang                                            |
| SC Telstar 1       | Velsen     | Telstar Stadion Sportpark De Wending (Heerhugowaard) AFAS Trainingscomplex (Wormerland) |
| FC Twente Enschede | Enschede   | De Grolsch Veste Sportpark Slangenbeek (Hengelo) FC Twente-trainingscentrum (Hengelo)   |
| PEC Zwolle         | Zwolle     | IJsseldelta Stadion Sportpark Ceintuurbaan                                              |

 Anmerkung: 

## Abschlusstabelle
| Pl. | Verein                 | Sp. | S  | U | N  | Tore    | Diff. | Punkte |
| --- | ---------------------- | --- | -- | - | -- | ------- | ----- | ------ |
| 1.  | FC Twente Enschede (B) | 24  | 18 | 2 | 4  | 079:210 | +58   | 56     |
| 2.  | Ajax Amsterdam         | 24  | 17 | 5 | 2  | 046:110 | +35   | 56     |
| 3.  | PSV Eindhoven          | 24  | 14 | 3 | 7  | 057:350 | +22   | 45     |
| 4.  | ADO Den Haag           | 24  | 10 | 4 | 10 | 045:420 | +3    | 34     |
| 5.  | Telstar                | 24  | 6  | 2 | 16 | 033:790 | −46   | 20     |
| 6.  | SC Heerenveen          | 24  | 4  | 5 | 15 | 021:540 | −33   | 17     |
| 7.  | PEC Zwolle             | 24  | 2  | 5 | 17 | 028:670 | −39   | 11     |

| (B) | Beste niederländische Mannschaft der BeNe League 2014/15 |

### Beste Torschützinnen
Erstmals belegten drei Spielerinnen aus einem Verein die ersten drei Plätze der Torschützinnenliste.
| Rang | Spielerin          | Team   | Tore |
| ---- | ------------------ | ------ | ---- |
| 1    | Jill Roord         | Twente | 20   |
| 2    | Ellen Jansen       | Twente | 17   |
| 3    | Renate Jansen      | Twente | 13   |
| 4    | Lineth Beerensteyn | ADO    | 11   |
| 4    | Vanity Lewerissa   | PSV    | 11   |